# Едвард Бернгубер
Е́двард Бе́рнгубер (Бернґрубер) (22 жовтня 1897, Відень — 1920, Італія) — четар, військовий льотчик Повітряного флоту УНР.

## Життєпис
Народився у Відні, австрійський німець.
Під час Першої світової війни був мобілізований до австро-угорської армії, після навчання у Терезієнштадській військовій академії служив у 1-му ландверному уланському полку, що здебільшого складався з вояків українців. Згодом закінчив авіаційну школу, став військовим льотчиком. 
25 лютого 1919 року вступив добровольцем до Летунського відділу УГА, в якому перебував протягом 1919 року. У 1920 році вступив на службу до Повітряного флоту УНР. Здійснював авіарейси між Віднем і українськими містами, перевозив пошту, ліки, одяг, придбані на Заході для потреб УГА. 
З 1 квітня 1920 року у Відні. Був делегований до Італії для придбання літаків. Випав з кабіни і розбився під час випробовування одного з цих літальних апаратів.